# Phare de Deer Island (Massachusetts)
Le phare de Deer island (en anglais : Deer Island Light) est un phare actif situé sur un récif de Boston Harbor dans le Comté de Suffolk (État du Massachusetts).

## Histoire
Le phare se trouve au bout d'un récif qui s'étend à environ 460 m au sud de Deer Island (en). L'emplacement avait porté, pour la première fois, une balise en pierre en 1832. Ce phare à caisson a été allumé en 1890. Il comporte une habitation de trois étages, une véranda avec bossoirs et un parapet circulaire. L'approvisionnement en eau se faisait avec une citerne à la base de la structure. Un escalier en colimaçon montait de la cave au dernier étage.
Il émettait, à l'origine, une lumière blanche fixe avec un éclat rouge clignotant toutes les trente secondes, puis clignotant alternativement en rouge et blanc. L'ancienne lumière s'est progressivement détériorée et a été remplacée en 1982 par une tour de fibre de verre blanche. La tour blanche a soulevé des plaintes car elle se confondait avec l'arrière-plan et était difficile à voir. La Garde côtière l'a donc transférée au phare de Great Point, à Nantucket, pour remplacer temporairement cette tour lorsqu'elle a été détruite par une tempête en mars 1984. Une tour en fibre de verre brune a été installée immédiatement après.
La structure du caisson devint d'un entretien était bien plus onéreux que la structure en fibre de verre. Entre octobre 2015 et mai 2016, la tour brune a été démantelée et le feu déplacé à environ 30 mètres au sud de sa structure de fondation. La nouvelle lampe utilise la technologie LED et repose sur une tour à claire-voie en acier, posée sur une plateforme soutenue par quatre pieux. Comme d’autres feux dans le port de Boston, le signal de brouillard automatique a été remplacé par un signal sonore activé par radio Mariner (MRASS) qui peut être activé par les marins à proximité en réglant leur radio VHF marine sur le canal 83A (157.17 5 MHz) et en connectant cinq fois le transmetteur consécutivement.

## Description
Le phare  est une tour métallique à claire-voie, avec une balise VRB-25 de 10 m de haut. Il émet, à une hauteur focale de 16 m, un éclat blanc et rouge alternativement par période de 10 secondes. Sa portée est de 9 milles nautiques (environ 17 km).
Il est aussi équipé d'une corne de brume radiocommandée émettant un blast par période de 10 secondes.
Identifiant : ARLHS : USA-1096 ; USCG : 1-10795 - Amirauté : J0324 .
|                    |
| Le phare d'origine |

|                  |
| Le phare en 2009 |

### Lien connexe
- Liste des phares du Massachusetts